# Beethoven 4
Pour les articles homonymes, voir Beethoven (homonymie).
Série Beethoven
Beethoven 3
(2000) Beethoven et le Trésor perdu
(2003)
Pour plus de détails, voir Fiche technique et Distribution.
Beethoven 4 (Beethoven's 4th) est un film américain réalisé par David M. Evans, sorti directement en vidéo en 2001. Il succède à Beethoven (1992), Beethoven 2 (1993) et Beethoven 3 (2000).

## Synopsis
La famille Newton (la même que celle du 3e volet) est de plus en plus agacée par le manque de discipline de Beethoven. Les enfants décident alors de l'inscrire secrètement dans un centre de dressage. Lors d'une promenade au parc, Beethoven s'échappe et se retrouve confondu avec Michelangelo, un chien parfaitement dressé qui lui ressemble énormément.

## Fiche technique
- Réalisation : David M. Evans
- Scénario : John Hughes, Amy Holden Jones et John Loy
- Production : Kelli Konop
- Musique originale : Philip Giffin
- Photographie : John B. Aronson
- Montage : David L. Bertman et Carroll Timothy O'Meara
- Distribution : Universal Pictures
- Pays :  États-Unis
- Langue : Anglais
- Format : Couleur - Dolby Digital - 35 mm - 1.78:1
- Date de sortie : 
  - États-Unis : 4 décembre 2001
  - France : 4 avril 2002

## Distribution
- Cujo : Beethoven
- Judge Reinhold : Richard Newton
- Julia Sweeney : Beth Newton
- Joe Pichler : Brennan Newton
- Michaela Gallo : Sara Newton
- Kaleigh Krish : Madison Sedgewick
- Matt McCoy (en) : Reginald Sedgewick
- Veanne Cox : Martha Sedgewick
- Mark Lindsay Chapman : Johnnie Simmons
- Nick Meaney : Nigel Bigalow
- Natalie Elizabeth Marston : Hayley
- Jeff Coopwood (VF : Éric Aubrahn) : Bill
- Art LaFleur : le sergent Rutledge
- June Lu : Madame Florence Rutledge
- Patrick Bristow : Guillermo
- Joyce Brothers : elle-même
- Dorien Wilson (en) : Marlowe

 Source et légende : version française (VF) sur RS Doublage